# Herjólfur
A Herjólfur autószállító komp 1992-ben épült a Vestmannaeyjar és Izland déli partja közötti forgalom kiszolgálására.

## Története

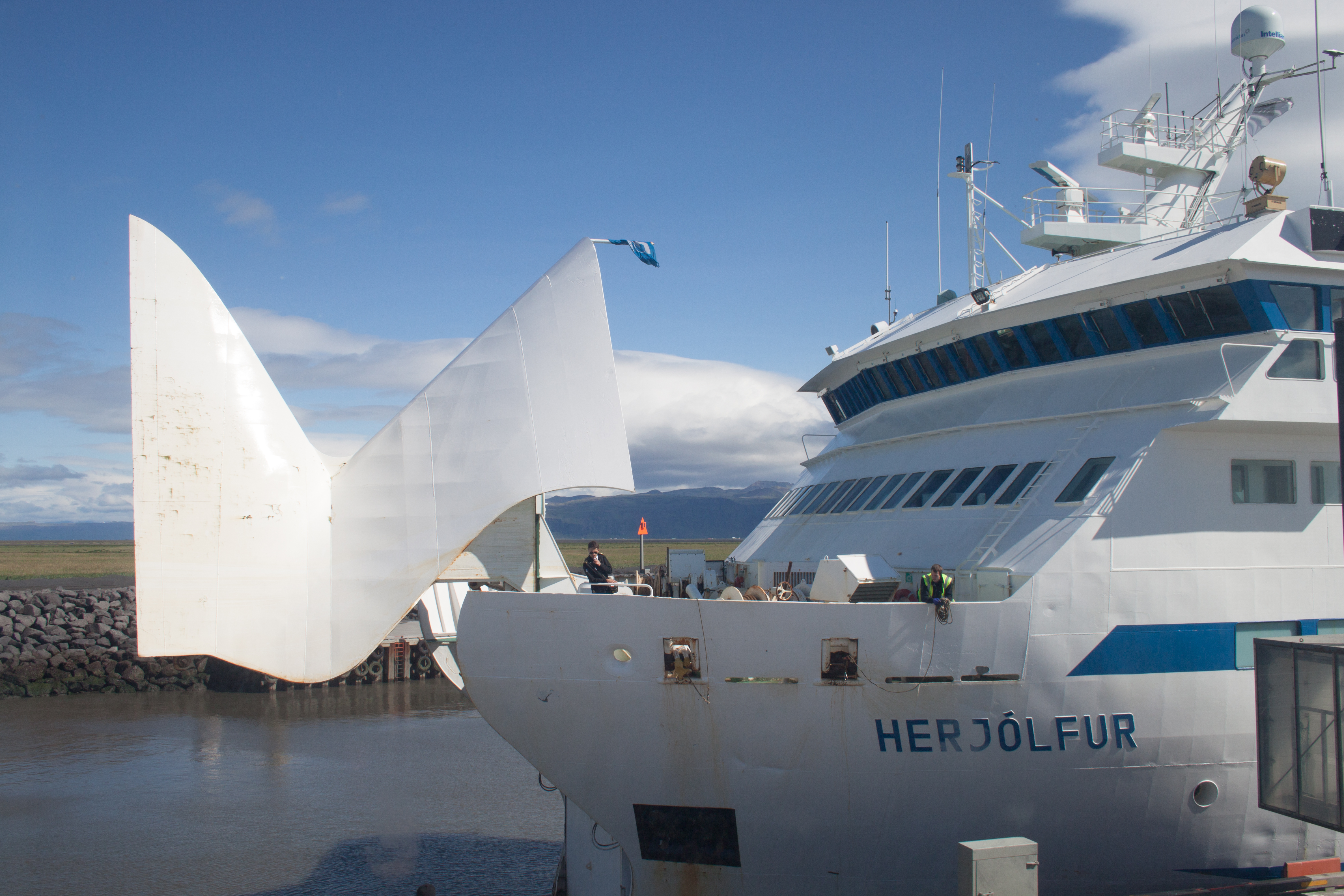
A Herjólfur Landeyjahöfn kikötőjében

A Herjólfur a Vestmannaeyjar első állandó telepeséről, Herjólfur Bárðarsonról lett elnevezve. Ez a harmadik hajó, amelyik ezt a nevet viseli. A hajó eredetileg Þorlákshöfn és Heimaey között közlekedett 2 óra 45 perces menetidővel. 2010 júliusára készült el  Landeyjahöfn kikötője a Vestmannaeyjarral szembeni tengerparton, innen a menetidő csak 30 perc. A komp igénybevétele ezen a rövidebb szakaszon erősen megnövekedett. A hajó 2011-ben nagyjavításon esett át.
Az új kikötő azonban teljesen mesterséges, és nyílt tengerparton a kettős mólórendszer ellenére a téli viharok idején nem alkalmas a biztonságos hajózásra. Ezért az izlandi téli félévben, szeptember 15. és május 14. között a komp továbbra is a távolabbi Þorlákshöfn kikötőjét használja.